# Зале-Унструт

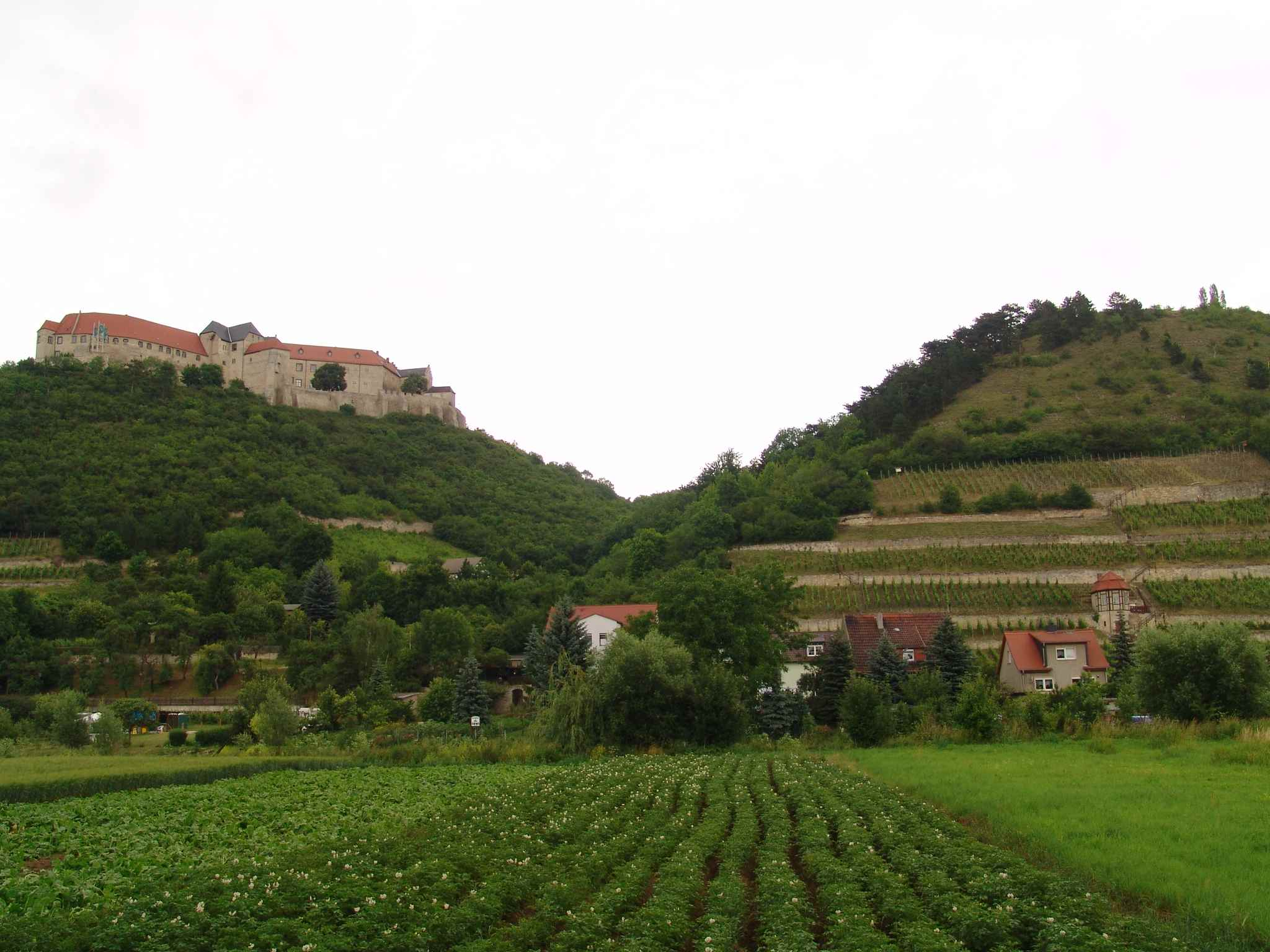
Виноградники близ Фрайбурга

Зале-Унструт (нем. Saale-Unstrut) — один из тринадцати винодельческих регионов Германии, расположенный на территории земель Саксония-Анхальт (665 га) и Тюрингия (20 га) в междуречье рек Зале и Унструт. Наиболее значимый город — Фрайбург. Наряду с долиной Эльбы — один из самых северных регионов традиционного виноделия в Европе и мире.
Вдоль реки Унструт регион протянулся от города Лауха и до впадения этой реки в Зале (близ Наумбурга), и далее вдоль Зале от Йены до Бургвербена. Общая протяжённость виноградников — не менее 60 километров.
История виноделия в Зале-Унструт насчитывает более тысячи лет. Первое письменное упоминание о местном виноградарстве относится к 998 году в связи с имперским аббатством Мемлебен. Наиболее крупные виноградники покрывают горы в местечках Качен, Шульпфорте и Бад-Кёзен. Виноградники также попадаются в Бад-Зульца, у Цайца, близ Зеебурга.
В Зале-Унструт выращиваются прежде всего рано созревающие сорта винограда, такие как Мюллер-Тургау (18 % возделываемых площадей), Пино-блан и Сильванер. Площадь, занятая под виноградники, колеблется от 600 до 900 гектаров (в зависимости от сезона). Начиная с 1969 года здесь ежегодно избирается «винная королева».
Регион Зале-Унструт также интересен своими средневековым архитектурным наследием: замками, дворцами и церквями.

## Производители
- Rotkäppchen — единственная марка игристого вина, выпускавшаяся в ГДР